# Villeneuve-de-Duras
Villeneuve-de-Duras è un comune francese di 313 abitanti situato nel dipartimento del Lot e Garonna nella regione della Nuova Aquitania.

## Società

### Evoluzione demografica
Abitanti censiti